# Georgetown (Mississippi)
Georgetown é uma cidade  localizada no estado americano de Mississippi, no Condado de Copiah.

## Demografia
Segundo o censo americano de 2000, a sua população era de 344 habitantes.
Em 2006, foi estimada uma população de 352, um aumento de 8 (2.3%).

## Geografia
De acordo com o United States Census Bureau tem uma área de
1,7 km², dos quais 1,7 km² cobertos por terra e 0,0 km² cobertos por água. Georgetown localiza-se a aproximadamente 71 m acima do nível do mar.

## Localidades na vizinhança
O diagrama seguinte representa as localidades num raio de 28 km ao redor de Georgetown.